# Графство Текленбург
Графството Текленбург (на немски: Grafschaft Tecklenburg) е съставна част на Свещената Римска империя от 1129 до 1807 г. Разположено е в Северен Рейн-Вестфалия, Германия, а площта му е около 330 км²
Екберт I фон Текленбург е първият граф на Текленбург от 1139 – 1150 г.
Около замъка Текленбург, на югозапад от Оснабрюк, Екберт I и следващите графове на Текленбург си създават обширно владение между реките Хунте и Емс. След изчезването на графовете на Текленбург през 1262 г. графството преминава във владение на графовете на Бентхайм, a между 1328 – 1562 г. – на графовете на Шверин, които през 1365 г. получават
господство Реда. През 1400 г. те загубват северните части на графството, които получава манастирът Мюнстер.
Конрад фон Текленбург-Шверин е граф на Текленбург от 1534 до 1557 г., а през 1541 г. наследява от чичо си графство Линген и въвежда реформацията. През 1548 г. той е принуден да отстъпи територии, от които се създава графство Линген.
През 1557 г. графството преминава към владенията на Арнолд II (IV) цу Бентхайм-Текленбург. През 1696 г. графство Текленбург става собственост на дома Золмс.
През 1707 г. Вилхелм Мориц фон Золмс-Браунфелс продава Текленбург на Прусия. През 1729 г. графският дом Бентхайм-Текленбург се отказва от всичките си претенции в полза на Прусия.
През 1808 г. територията на графството е присъединена към териториите на Велико херцогство Берг. През 1810 г. е завладяна от Франция, а от 1816 г. отново влиза в границите на Прусия.